# Ashikaga Yoshikazu
Ashikaga Yoshikazu (足利 義量?; 27 agosto 1407 – 17 marzo 1425) è stato un militare giapponese.
Figlio di Ashikaga Yoshimochi, fu il quinto shōgun dello shogunato Ashikaga.
Succeduto al padre come Seii Taishōgun nell'anno della sua abdicazione, morì giovanissimo solo due anni dopo. Dopo un intervallo di quattro anni, nel 1429, gli succedette lo zio Yoshinori.